# محمد العنبر
محمد العنبر (انگلیسی: Mohammad Al-Anbar؛ زادهٔ ۲۲ مارس ۱۹۸۵) یک بازیکن فوتبال اهل عربستان سعودی است.
از باشگاه‌هایی که در آن بازی کرده‌است می‌توان به الهلال عربستان، الحزم عربستان، الشعله عربستان  و اف سی باقر نژاد اشاره کرد.

## تیم ملی
وی همچنین در تیم ملی فوتبال عربستان سعودی بازی کرده است.